# ウルの竪琴
ウルの竪琴（ウルのたてごと、Lyres of Ur）またはウルのハープは、イラクのウル王墓で1922年以降に断片的な状態で発掘された4つの弦楽器の総称である。これらはメソポタミアの初期王朝時代III期（紀元前2550年〜2450年頃）にさかのぼるもので、現存する最古の弦楽器とされている 。慎重に修復・再構築され、現在ではイラク、イギリス、アメリカ合衆国の博物館に分蔵されている。 
厳密には、発掘されたのは竪琴3台とハープ1台であるが、これらはすべて一般的に「ウルの竪琴」と呼ばれている。楽器の残骸は修復され、発掘に関与した博物館に分配された。中でも最も精巧な「黄金の竪琴」は、バグダッドのイラク国立博物館に所蔵されている。ロンドンの大英博物館には「女王の竪琴」と「銀の竪琴」が収蔵されており、フィラデルフィアのペン博物館には「雄牛頭の竪琴」が所蔵されている。

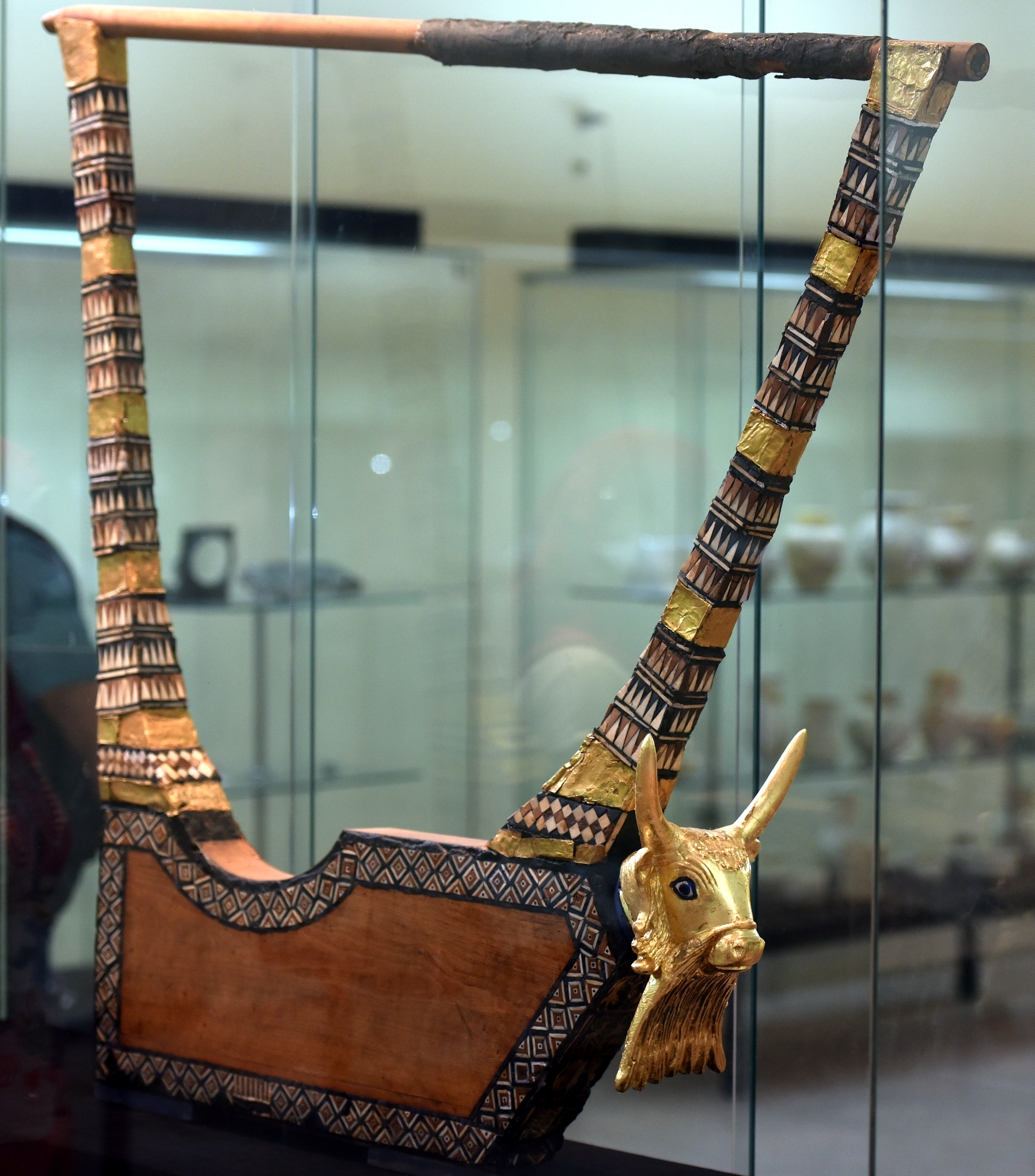
黄金の竪琴（イラク・ウル王墓出土、イラク国立博物館所蔵）

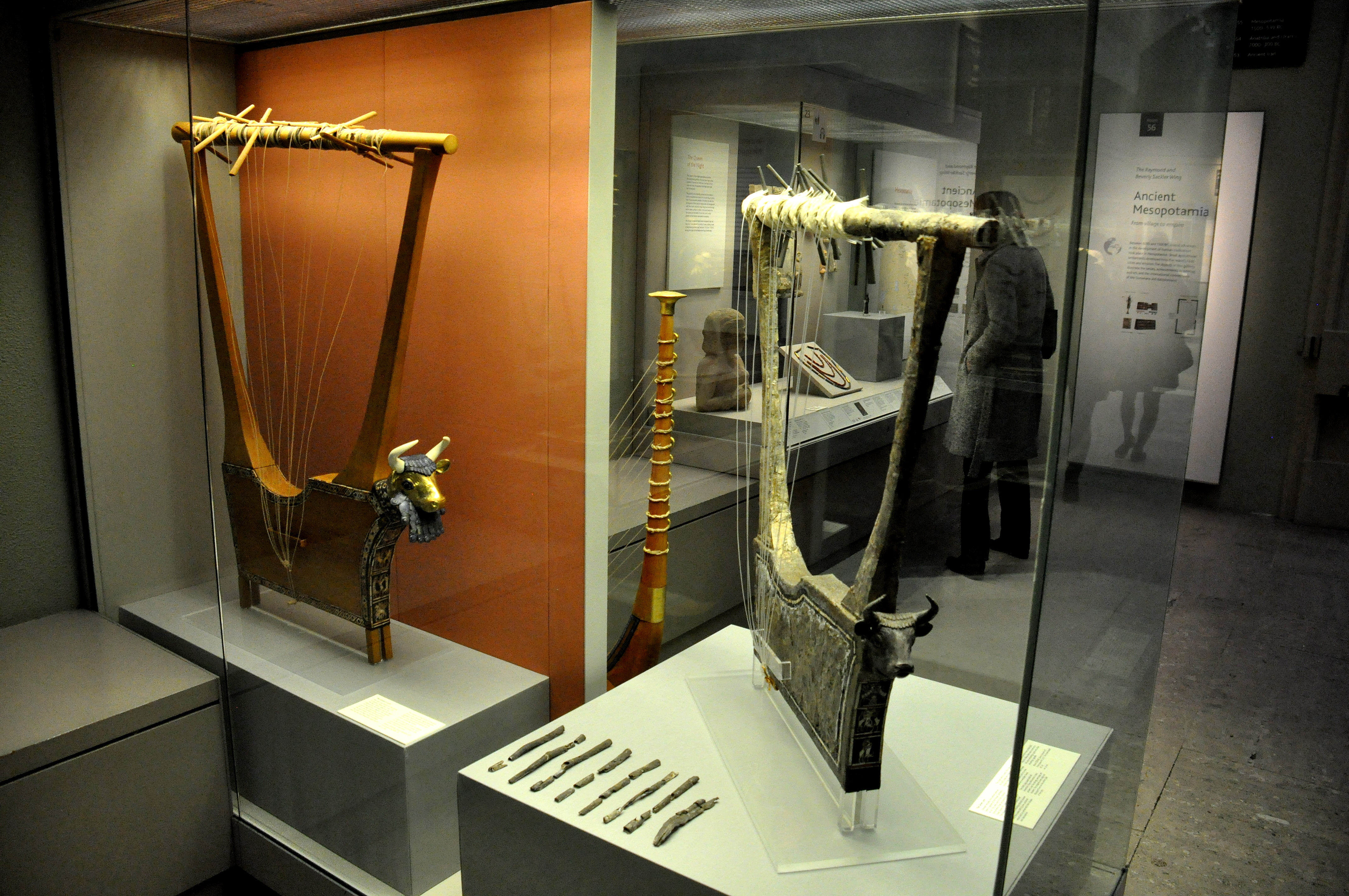
女王の竪琴、銀の竪琴（イラク・ウル王墓出土、大英博物館所蔵）

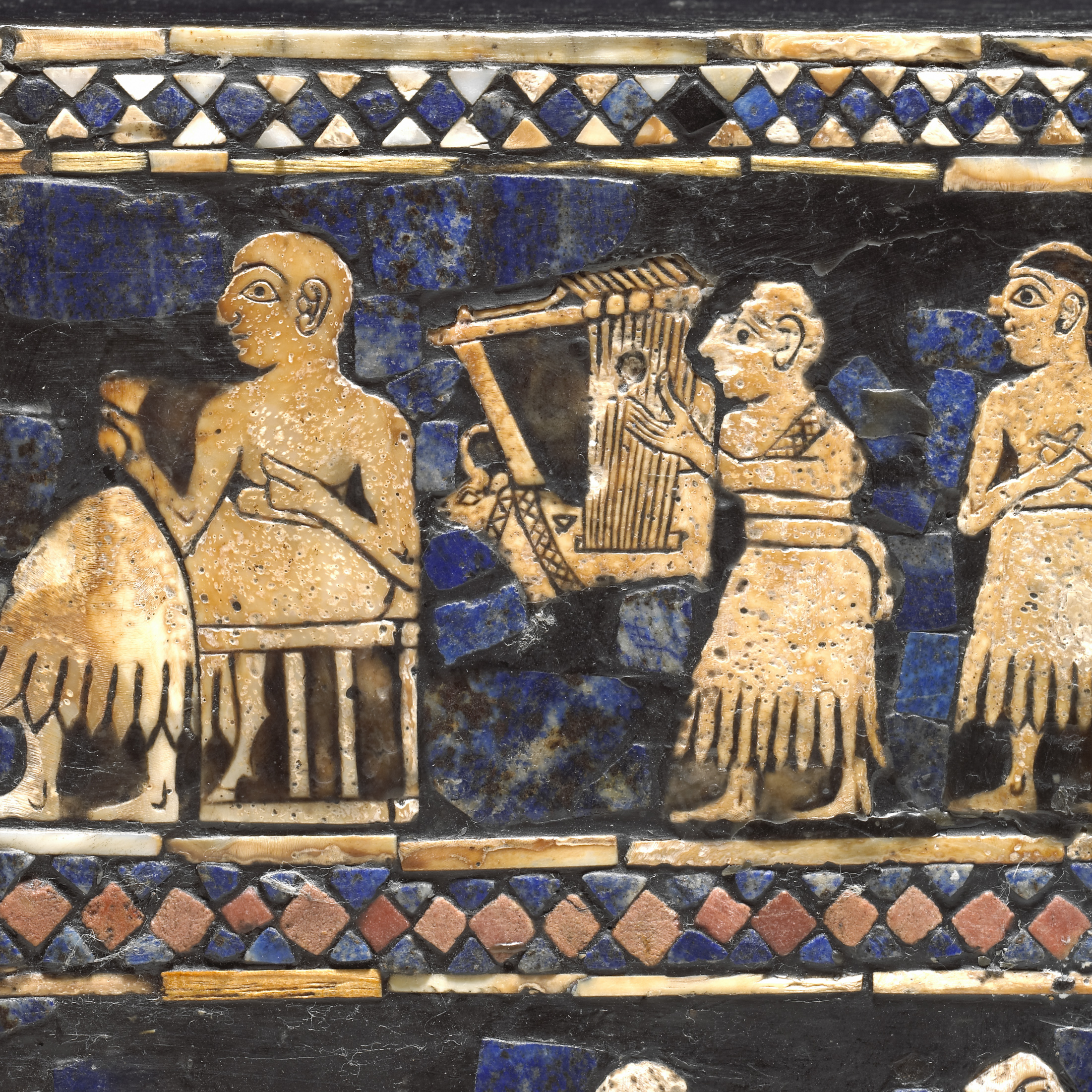
ウルの軍旗（イラク・ウル王墓出土、大英博物館所蔵）における「平和の場面」。竪琴奏者の姿が描かれている。

## 発掘
1929年、イギリスの考古学者レオナード・ウーリーに率いられた、大英博物館とペンシルベニア大学考古人類学博物館の共同遠征隊は、ウル王墓の発掘中にこれらの楽器を発見した。彼らは古代メソポタミア（現在のイラク）に位置するウルで、3台の竪琴と1台のハープの破片を発掘した。これらは4,500年以上前のもので、古代メソポタミアの初期王朝時代III期に属する。竪琴に施された装飾は、当時のメソポタミアの宮廷芸術の優れた例である。
レオナード・ウーリーは、ウル王墓において10人の女性の骨格の中から竪琴を発掘した。中には、竪琴にもたれかかり、手がかつて弦が張られていた場所に置かれていたとされる骨格もあった。ウーリーは、木製の枠の繊細な形状を保存するため、すぐに液体石膏を流し込んだ。竪琴の木材は朽ちていたが、一部は金や銀などの腐食しない素材で覆われていたため、回収することができた。

## 竪琴
竪琴は、弦を持つ弦楽器の一種で、胴体から突き出した腕（フレーム）を備えている。竪琴には「箱型」と「椀型」の2種類があり、その名の通り、箱型は箱状の胴体を、椀型は丸く湾曲した背面を持つ胴体を有する。ウルの竪琴は箱型に分類される。これらの楽器は直立した姿勢で演奏され、両手で弦をつま弾くことで音を出した。
発掘された際の配置から、これらの竪琴は埋葬儀礼において、歌の伴奏として使用されていたと考えられている。それぞれの竪琴には11本の弦が張られており、演奏中に反復される「ブンブン」というような響きを生み出す。奏者は、竪琴に施された装飾に示されたパターンを繰り返し演奏していたとされる。

## 四つの琴
「黄金の竪琴」は、最も優れた竪琴とされ、バグダッドのイラク国立博物館に寄贈された。再構築された木製の本体は、イラク戦争中の洪水によって損傷を受けた。そのレプリカは現在、巡回演奏団の一部として演奏されている。「黄金の竪琴」という名称は、雄牛の頭部全体が金で作られていることに由来する。目は螺鈿とラピスラズリによる象嵌で装飾されている。髭の装飾は「女王の竪琴」や「雄牛頭の竪琴」と似た様式を持つ。雄牛の胴体部分は元来木製であったが、現存していない。発見者のウーリーは、「黄金の竪琴」は他の竪琴とは異なり、もともと脚が付いていたと考えていた。
「女王の竪琴」は、ウーリーがプアビ女王の墓から取り出した竪琴の1つである。「女王の竪琴」は高さ110センチメートルで、「雄牛頭の竪琴」と外見が似ている。雄牛の顔部分は金で作られており、目、毛髪、髭はすべてラピスラズリ製で、角は現代に補われたものである。竪琴の形状は雄牛の身体を模している。「雄牛頭の竪琴」との顕著な違いは、「雄牛頭の竪琴」が額に直線的な形状を持つのに対し、「女王の竪琴」は眉骨のあたりでやや湾曲している点である。この竪琴は現在、大英博物館に所蔵されている。
「雄牛頭の竪琴」は、高さ40センチメートル、幅11センチメートル、奥行き19センチメートルである。竪琴の形状は雄牛の身体を模しており、頭部、顔、角はすべて金箔で覆われている。毛髪、髭、目はラピスラズリで作られている。頭部の下には、ビチューメン（アスファルト状の物質）に貝殻象嵌を施した前面パネルがあり、そのパネルには、上部に雄牛の角をつかむ人物と、下部には人間のように振る舞う動物たちの姿が描かれている。雄牛の頭部は、冥界に降りることができると信じられていた太陽神ウトゥを表している可能性が高い。この竪琴は現在、フィラデルフィアのペン博物館に所蔵されている。
「銀の竪琴」は高さ110センチメートル、幅97センチメートルである。「大死者の墓」から出土した2つの銀の竪琴のうちの1つである。両方の竪琴は木製であり、その上に銀板が被せられ、小さな銀の釘で固定されていた。目はラピスラズリで作られており、竪琴全体もラピスラズリの細い縁飾りで装飾されている。この竪琴は唯一、髭がない。こうした「若々しい顔つき」から、この竪琴は雄牛ではなく雌牛を表していると考える者もいる。この竪琴は現在、ロンドンの大英博物館に所蔵されている。

## 展示

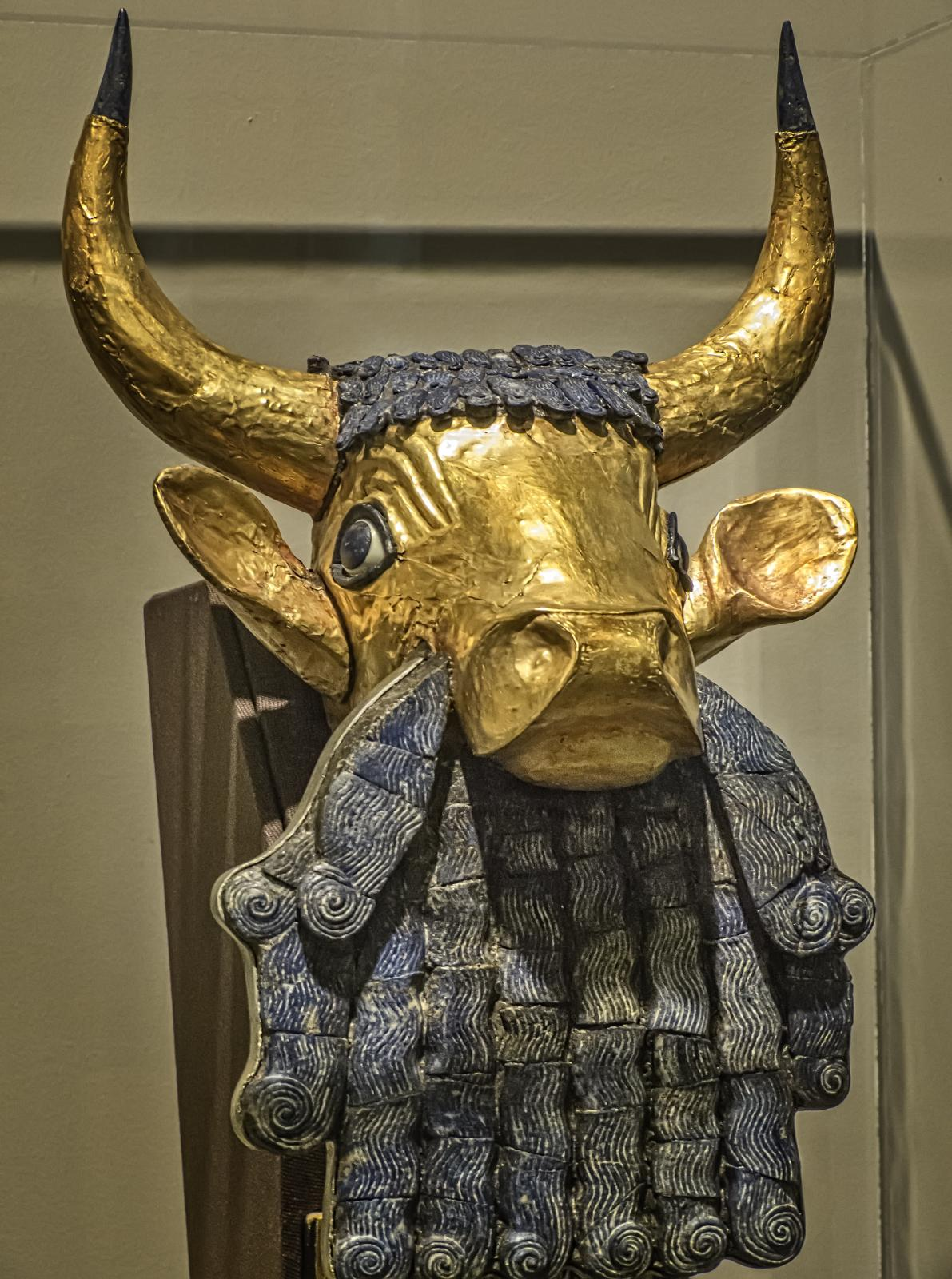
「雄牛頭の竪琴」の頭部。
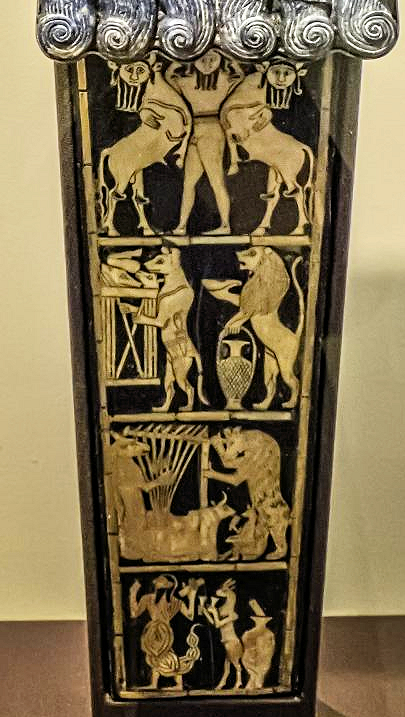
「雄牛頭の竪琴」の飾り板。
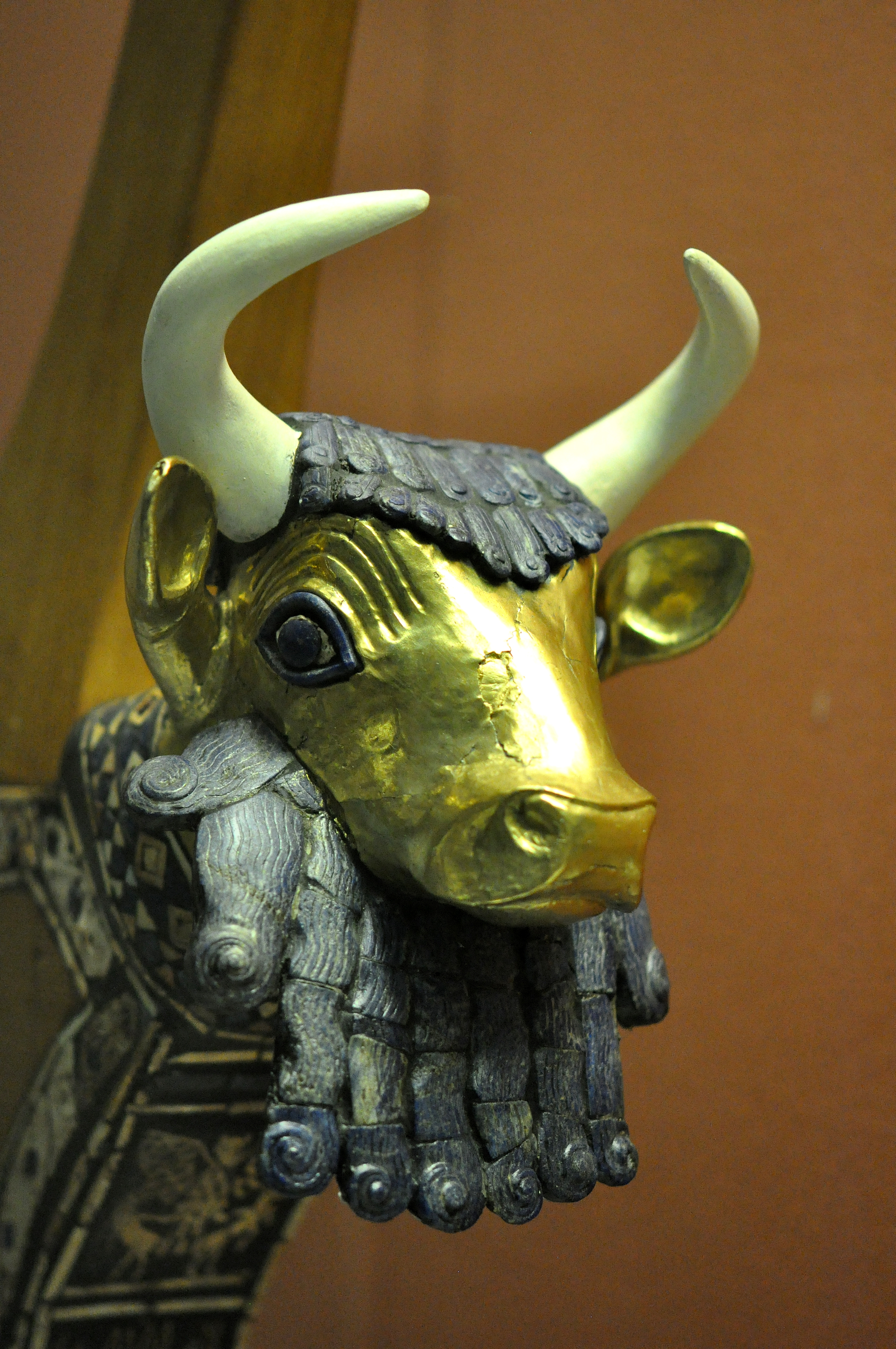
「女王の竪琴」
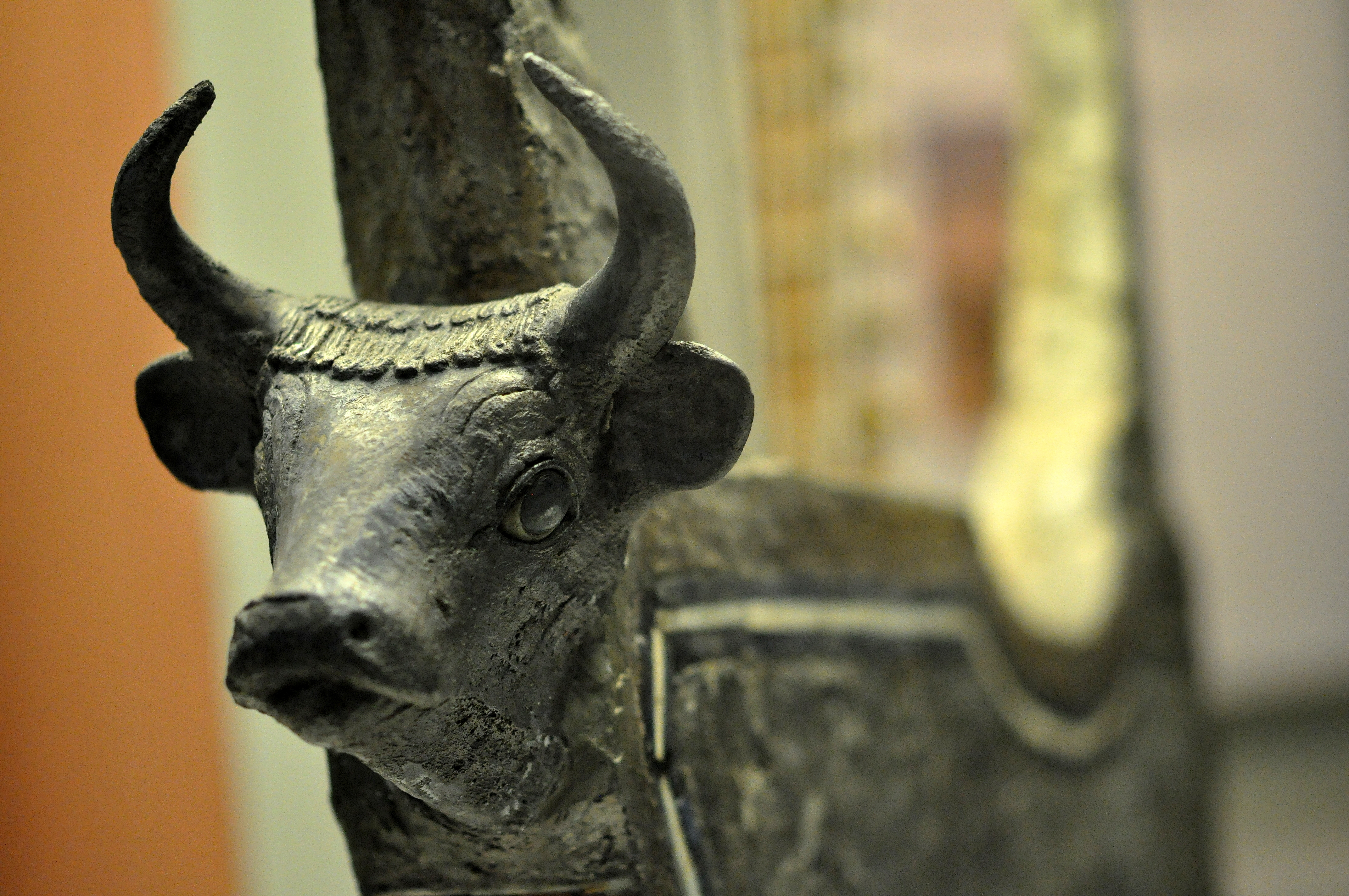
「銀の竪琴」
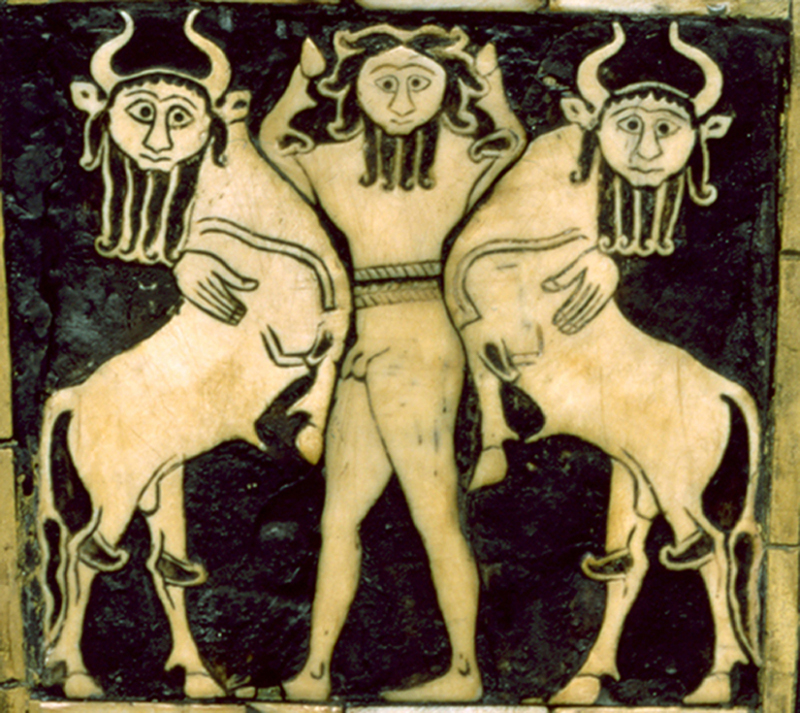
「雄牛頭の竪琴」に書かれた動物の主人の絵。
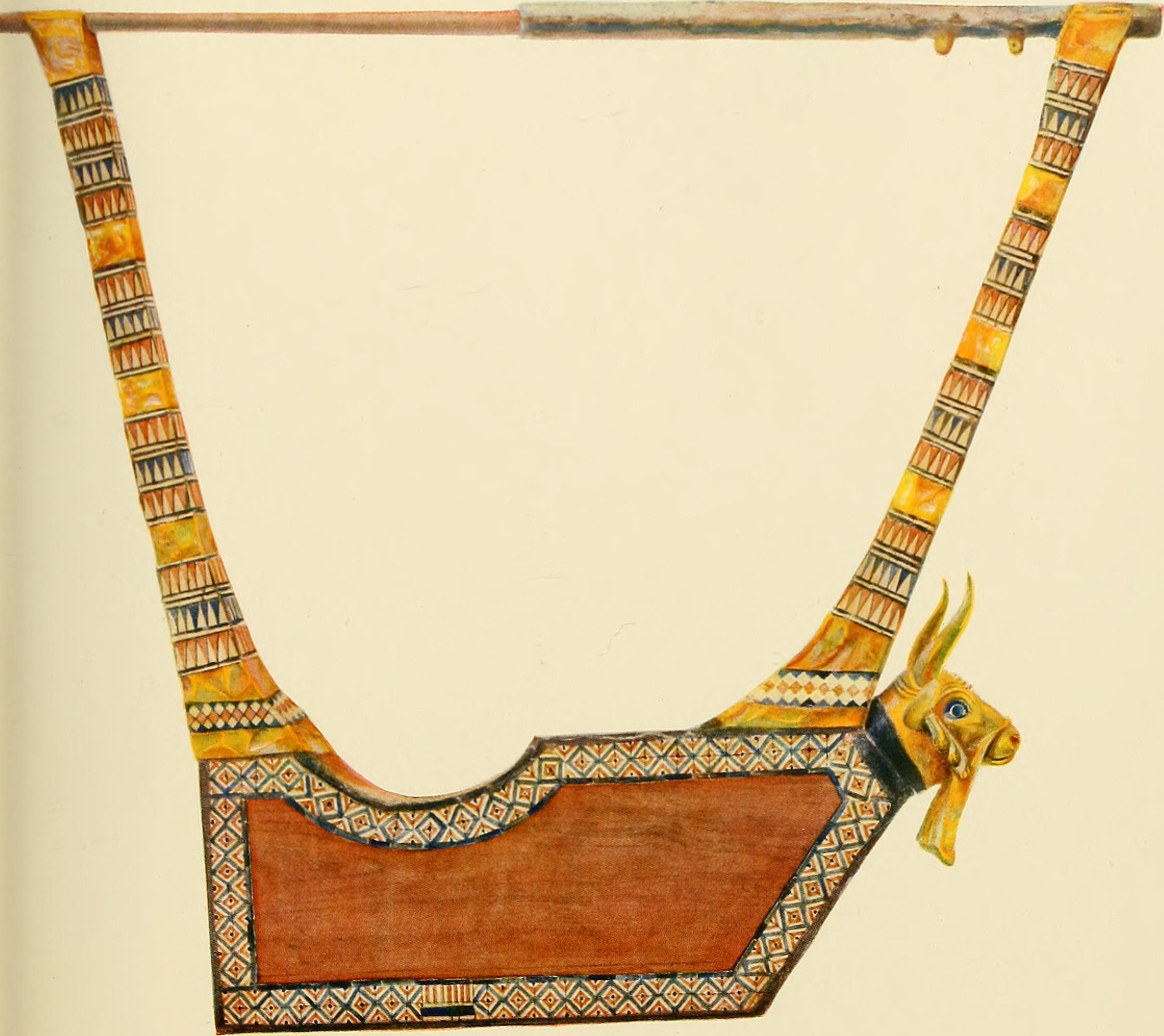
「黄金の竪琴」
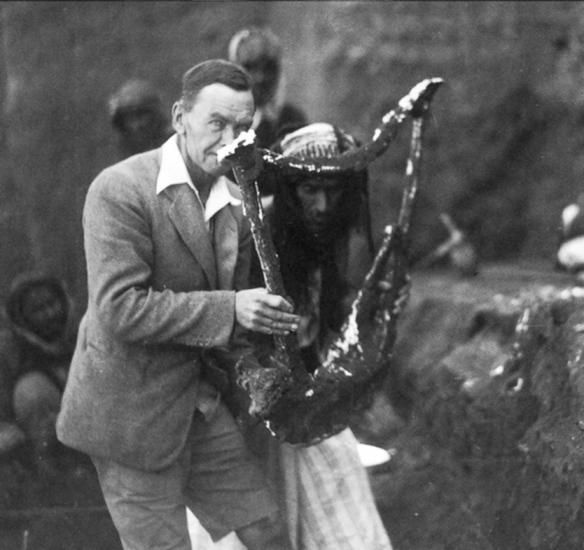
「女王の竪琴」を持つウーリーの写真。